# Novi Beograd (nádraží)
Novi Beograd (cyrilicí Нови Београд) je železniční stanice, která se nachází ve stejnojmenné čtvrti srbské metropole. Slouží pro potřeby příměstské i meziměstské dopravy. Přesněji je umístěno do bloku č. 42. 
Stanice má celkem pět nástupišť. Nachází se na vyvýšené mostní konstrukci, která překonává okolní zástavbu (ulice Đorđa Stanojevića a Antifašističke borbe). V blízkosti nádraží také začíná silniční Most na Adi. Prostor nádraží se považuje za oblast dalšího městského rozvoje; v roce 2014 se uskutečnila veřejná soutěž na přestavbu železničního nádraží a jeho rozšíření rovněž o autobusový terminál.
Vlaky, které projíždějí přes nádraží v Novém Bělehradě, pokračují dále po trati Bělehrad–Subotica a Bělehrad–Záhřeb. 

## Externí odkazy

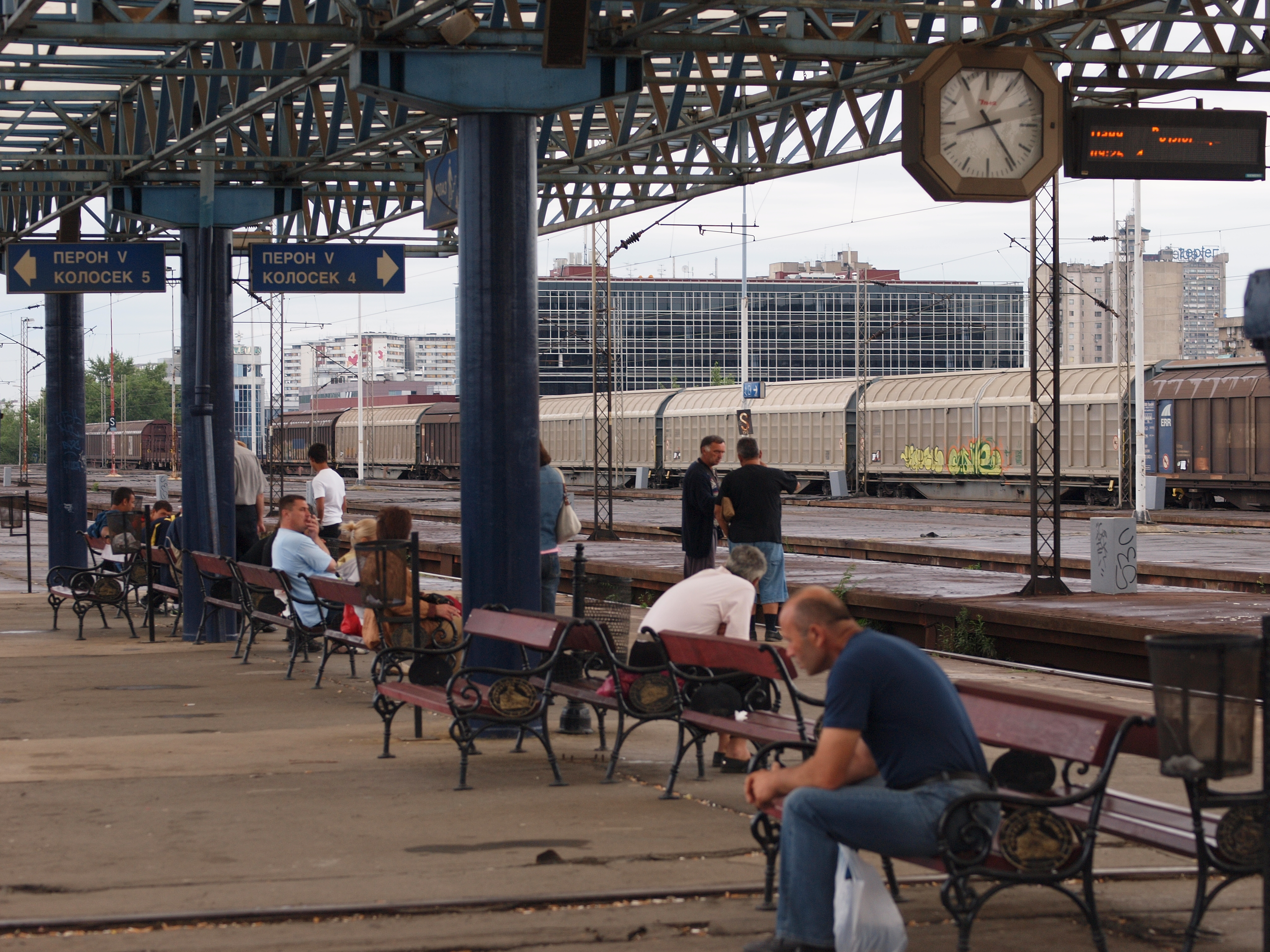
Nástupiště